# Leptogenys meritans
Leptogenys meritans es una especie de hormiga del género Leptogenys, subfamilia Ponerinae.

## Taxonomía
Esta especie fue descrita científicamente por Walker en 1859.